# Burgruine Schwanau
Die Burgruine Schwanau ist die Ruine einer ehemaligen Inselburg auf der Schwanau im Lauerzersee. Sie liegt auf dem Gebiet der Schwyzer Gemeinde Lauerz.

## Geschichte
Die Burg war im Besitz der Grafen von Lenzburg, die das Gebiet damals regierten. Als diese ausstarben, fiel die Insel um 1173 den Kyburgern zu. Es wird vermutet, dass die Hauptmauer der Burg und die Ringmauern des Wohnviertels Ende des 12. Jahrhunderts bis zur ersten Hälfte des 13. Jahrhunderts gebaut wurden.
Später soll die Herrschaft über Schloss Schwanau von der Familie Kyburg auf die Familie Habsburg übergegangen sein. Es wird angenommen, dass die Burg durch einen Brand aufgegeben wurde, welcher Mitte des 13. Jahrhunderts ausbrach. Die Burg wurde nach diesem Brand nicht wieder aufgebaut.
1684 wurde auf der Insel Schwanau, auf der sich die Ruine befindet, eine Kapelle errichtet. Sie wurde von dem auf der Insel lebenden Einsiedler Johann Linder erbaut. Die Kapelle wurde 1806 durch den Bergsturz von Goldau zerstört, später aber vom Schwyzer Land- und Landeshauptmann Ludwig Auf der Maur und seinen Nachkommen wieder aufgebaut.
Ruine und Insel Schwanau waren bis 1967, als sie durch den Kanton Schwyz erworben wurden, im Besitz der Familie Auf der Maur.
Heute ist die Insel Schwanau ein Reiseziel und verfügt nun über ein Restaurant neben der Burgruine und der Kapelle.